# Niny van Oerle-van der Horst
Nicolina Wilhelmina (Niny) van Oerle-van der Horst (Utrecht, 16 juli 1934 – Haarlem, 22 mei 2017) was een Nederlands politica van het CDA. 
Ze was oorspronkelijk opgeleid tot kleuterleidster en behaalde haar doctoraalexamen in de andragogie aan de Universiteit van Amsterdam; daarnaast verrichtte ze wetenschappelijk onderzoek in de gerontologie aan de Katholieke Universiteit Brabant.
Van 1954 tot 1961 was ze actief in het vormingswerk en scholingswerk voor vrouwen in Afrika. In dezelfde periode voltooide ze haar schoolopleiding op een highschool in Malta. Ze was van 1962 tot 1968 maatschappelijk werker en tevens toezichthoudster van het Riagg. Van 1980 tot 1994 was ze directrice van een zorginstelling voor lichamelijk gehandicapten. Aansluitend was ze lid van de gemeenteraad van Haarlem tot 1 april 2002, waarvan de laatste vier jaar als fractievoorzitter.
Zij was lid van de Tweede Kamer der Staten-Generaal van 23 mei 2002 tot 30 november 2006 en was daarbij voorzitter van de Themacommissie Ouderenbeleid. Naast haar Kamerwerkzaamheden vervulde Niny van Oerle-van der Horst onbetaalde functies, waaronder het voorzitterschap van de commissie ethiek van de Unie KBO in Noord-Holland.
In november 2006 werd zij Ridder in de Orde van Oranje-Nassau.
Van Oerle overleed op 22 mei 2017 op 82-jarige leeftijd.